# Vadfradad II.
Vadfradad II. ali Avtofradat II. je bil frataraka (guverner, satrap) Perzije, ki je vladal v poznem 2. stoletju pr. n. št.  Za fratarako ga je imenoval partski kralj Mitridat I. (vladal 171–132 pr. n. št.).  Kralj mu je podelil veliko samostojnost, najverjetneje zato, da bi ohranil zdrave odnose s Perzijo, ker  je bilo Partsko cesarstvo v stalnih konfliktih s Saki, Selevkidi in Harakeno.
Kovanci Vadfradada II. kažejo na vpliv kovancev, ki so se kovali pod Mitridatom I.
Vadfradada II. je nasledil Darajan I., prvi kralj Perzije.